# Hlávkov
Hlávkov (německy Lukau) je vesnice, část obce Vyskytná nad Jihlavou v okrese Jihlava. Nachází se asi 2 km na severozápad od Vyskytné nad Jihlavou. V roce 2009 zde bylo evidováno 61 adres.
Hlávkov je také název katastrálního území o rozloze 3,7 km2.

## Název
Název se vyvíjel od varianty Tlukow (1359, 1486), Tlaukow (1596), Luckau (1654), Lukau a Luky (1787), Lukau a Hlawkow (1843) až k podobám Hlavkov a Lukau v roce 1854. Původně se obec nazývala Tlúkov či Tloukov a toto pojmenování bylo odvozeno od příjmení Tlúk. Německý název Lukau přišel o počáteční t, neboť to bylo pravděpodobně pokládáno za člen.

## Historie
První písemná zmínka o obci pochází z roku 1359.

## Přírodní poměry
Hlávkov leží v okrese Jihlava v Kraji Vysočina. Nachází se 1 km západně od Bílého Kamene, 3 km severozápadně od Vyskytné nad Jihlavou, 2 km severovýchodně od Jiřína a 4 km jihovýchodně od Šimanova. Geomorfologicky je oblast součástí Česko-moravské subprovincie, konkrétně Křemešnické vrchoviny a jejího podcelku Humpolecká vrchovina, v jejíž rámci spadá pod geomorfologický okrsek Vyskytenská pahorkatina. Průměrná nadmořská výška činí 620 metrů. Nejvyšší bod, Hlávkovský kopec (648 m n. m.), leží severně od vsi. Západní hranici katastru tvoří Jiřinský potok, do něhož se zleva vlévá bezejmenný potok, který pramení jižně od Hlávkova. Do severozápadní části katastrálního území zasahuje přírodní rezervace Rašeliniště pod Trojanem.

## Obyvatelstvo
Podle sčítání 1921 zde žilo v 27 domech 195 obyvatel, z nichž bylo 95 žen. 193 obyvatel se hlásilo k československé národnosti. Žilo zde 193 římských katolíků a 2 evangelíci.
| Rok            | 1869 | 1880 | 1890 | 1900 | 1910 | 1921 | 1930 | 1950 | 1961 | 1970 | 1980 | 1991 | 2001 | 2011 | 2021 |
| -------------- | ---- | ---- | ---- | ---- | ---- | ---- | ---- | ---- | ---- | ---- | ---- | ---- | ---- | ---- | ---- |
| Počet obyvatel | 174  | 214  | 180  | 193  | 185  | 195  | 144  | 126  | 103  | 81   | 73   | 79   | 88   | 75   | 78   |
| Počet domů     | 19   | 20   | 23   | 24   | 27   | 27   | 27   | 31   | 23   | 27   | 23   | 33   | 38   | 40   | 39   |

## Obecní správa
V letech 1869–1920 byl osadou obce Vyskytná nad Jihlavou. V letech 1920–1991 byl samostatnou obcí. 1. ledna 1992 se stal místní částí Vyskytné nad Jihlavou. V letech 1921–1930 k Hlávkovu jako osada příslušel Bílý Kámen.

## Hospodářství a doprava
V Hlávkově sídlí stavební firma DŘEVOKONSTRUKCE – M.I.T., s.r.o. a klempířství Koubek a Herman a společnost MAAR s.r.o. Prochází tudy silnice III. třídy č. 13111 z Vyskytné nad Jihlavou do Šimanova. Dopravní obslužnost zajišťuje dopravce ICOM transport. Autobusy jezdí ve směrech Jihlava, Větrný Jeníkov, Dudín, Herálec a Úsobí.

## Pamětihodnosti
- Kaplička sv. Jana Nepomuckého
- Kaple sv. Vojtěcha
- Boží muka

## Další fotografie

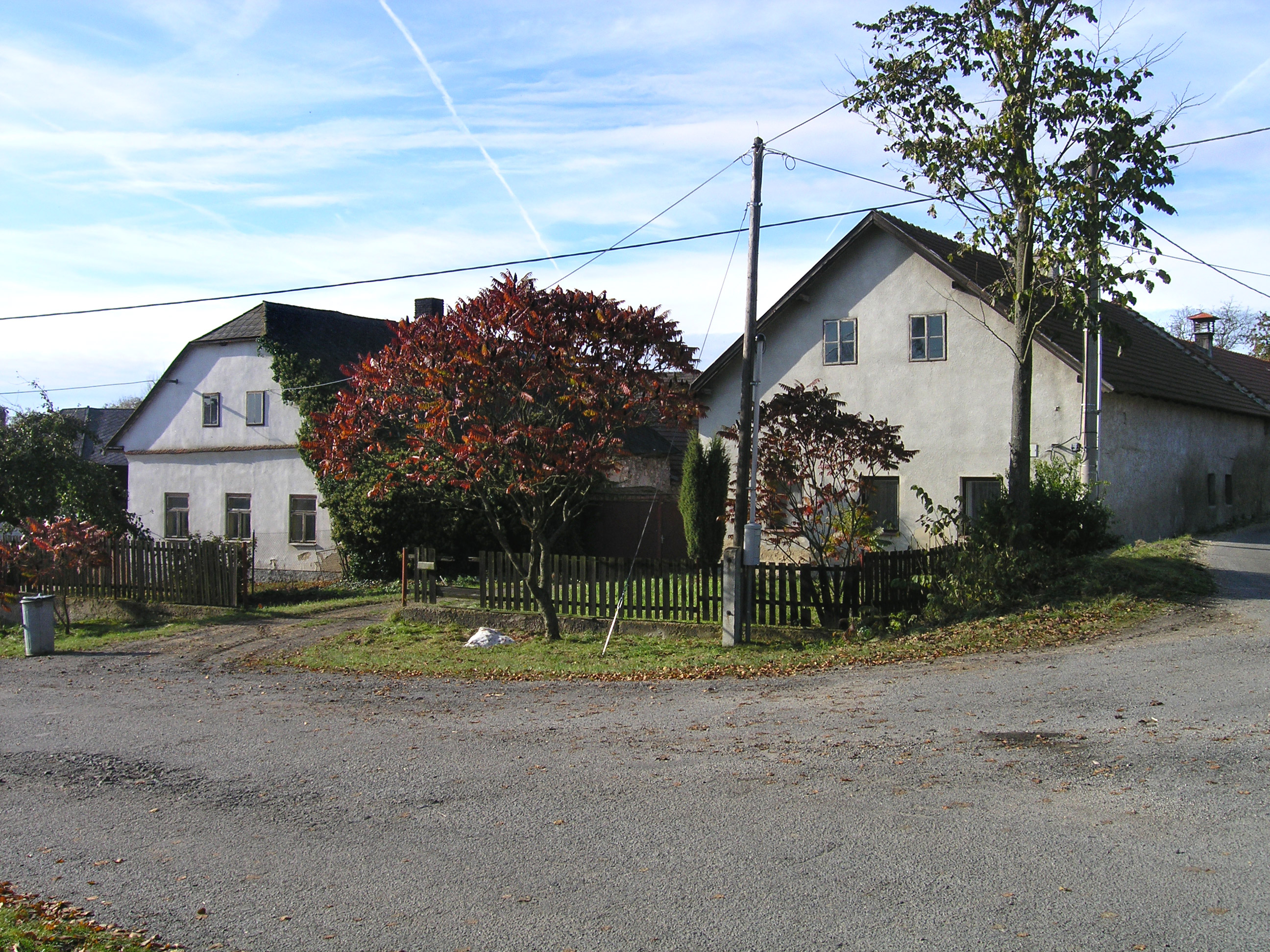
Domky na návsi
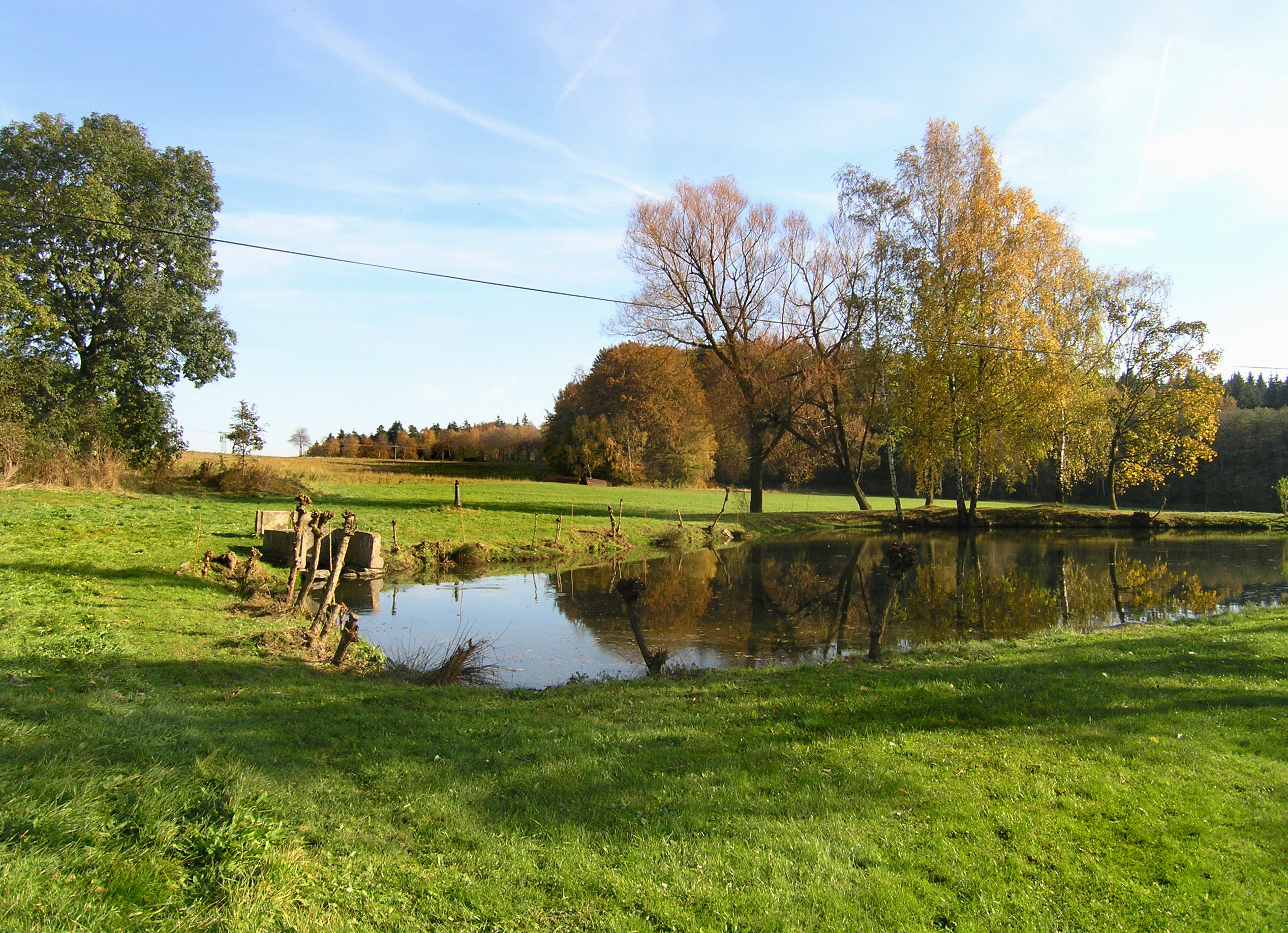
Rybník pod návsí
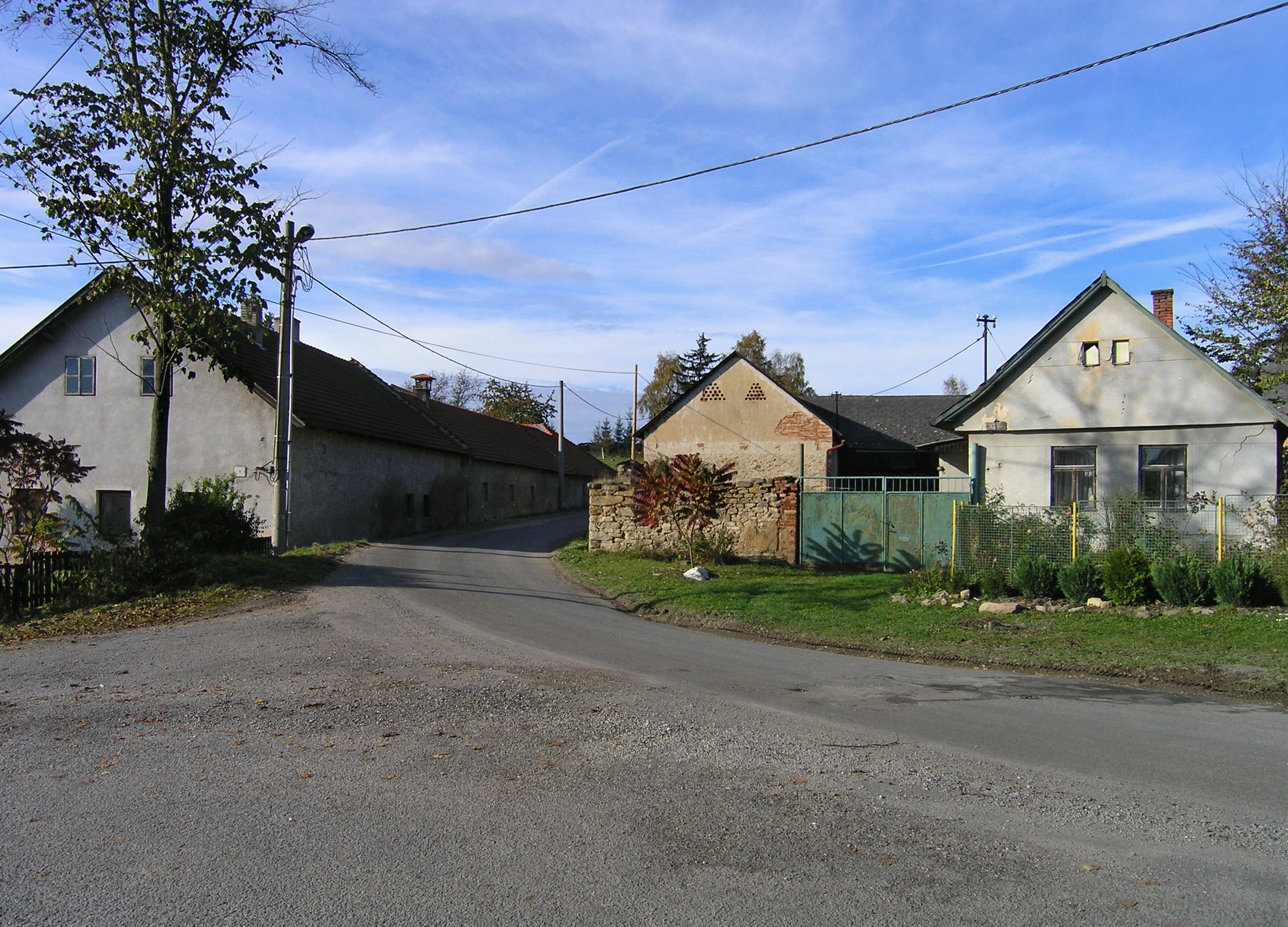
Silnice k Šimanovu